# 宮下英明
宮下 英明（みやした ひであき）は、日本の藻類学者。京都大学大学院人間・環境学研究科環境学専攻分子・生命環境論講座教授。植物生理学会論文賞受賞。

## 人物・経歴
1987年東京農工大学工学部卒業。1989年東京農工大学大学院工学研究科資源応用化学専攻修了、工学修士。同年新日本製鐵入社。海洋バイオテクノロジー研究所出向を経て、1997年東京大学より博士（理学）の学位を取得。2000年東京農工大学助手。同年日本植物生理学会論文賞受賞。2001年東京農工大学講師。2002年京都大学大学院地球環境学堂助教授。2003年京都大学地球環境学堂准教授。2008年京都大学大学院人間・環境学研究科准教授。2012年京都大学大学院人間・環境学研究科教授。2014年京都大学大学院地球環境学堂地球親和技術学廊長。2015年京都大学大学院地球環境学堂環境マネジメント専攻長。